# Mangifera altissima
Mangifera altissima também conhecido como pahutan ou paho é uma espécie de planta do género Mangifera e da família Anacardiaceae.
Pode ser encontrada no Sudeste da Ásia.